# Pterigynandrum brachypterum
Pterigynandrum brachypterum là một loài Rêu trong họ Pterigynandraceae. Loài này được (Mitt.) Müll. Hal. miêu tả khoa học đầu tiên năm 1917.